# Тан (город)
Тан (фр. и нем. Thann, алем. нем. Dànn) — город и коммуна на северо-востоке Франции в регионе Гранд-Эст (бывший Эльзас — Шампань — Арденны — Лотарингия), департамент Верхний Рейн, округ Тан — Гебвиллер, кантон Серне. До марта 2015 года коммуна являлась административным центром одноимённого упразднённого кантона и округа.

## История
Город впервые письменно упомянут в 1290 году, городские права получил в 1360.
Главная архитектурная достопримечательность — Собор Святого Убальда (фр., Соборная церковь Сен-Тибо). Собор, высота шпиля которого составляет 76 метров, строился с 1332 по 1516 годы и считается красивейшим в Эльзасе: «Страсбургский — самый высокий, фрайбургский — самый большой, а в Тан — самый красивый». Собор считается хрестоматийным образцом готической архитектуры в регионе Верхний Рейн. С 1841 года собор признан французским историческим памятником.

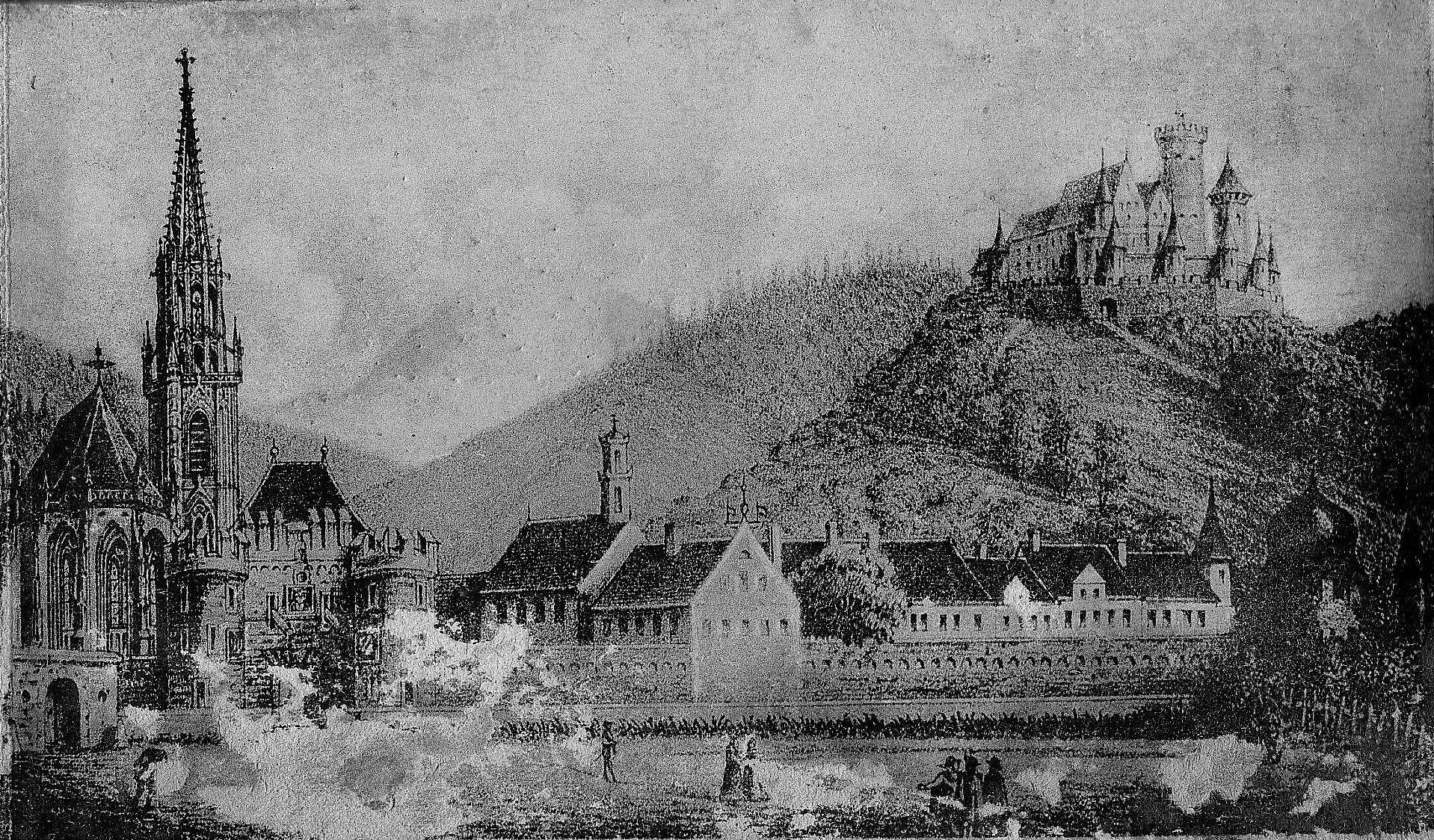
Тан (1600)

Вплоть до Тридцатилетней войны Тан принадлежал дому Габсбургов. В 1659 году город был пожалован французским королём Людовиком XIV кардиналу Джулио Мазарини.
Начиная с XIX столетия и вплоть до 1960 годов в Тане усиленно развивалась текстильная индустрия. К ней добавилось и химическое предприятие (по покраске тканей), которое в настоящее время является самым старинным из действующих химических производств Европы.
В 1870 году в ходе Франко-прусской войны Tан, как и весь Эльзас, перешёл к Германии.

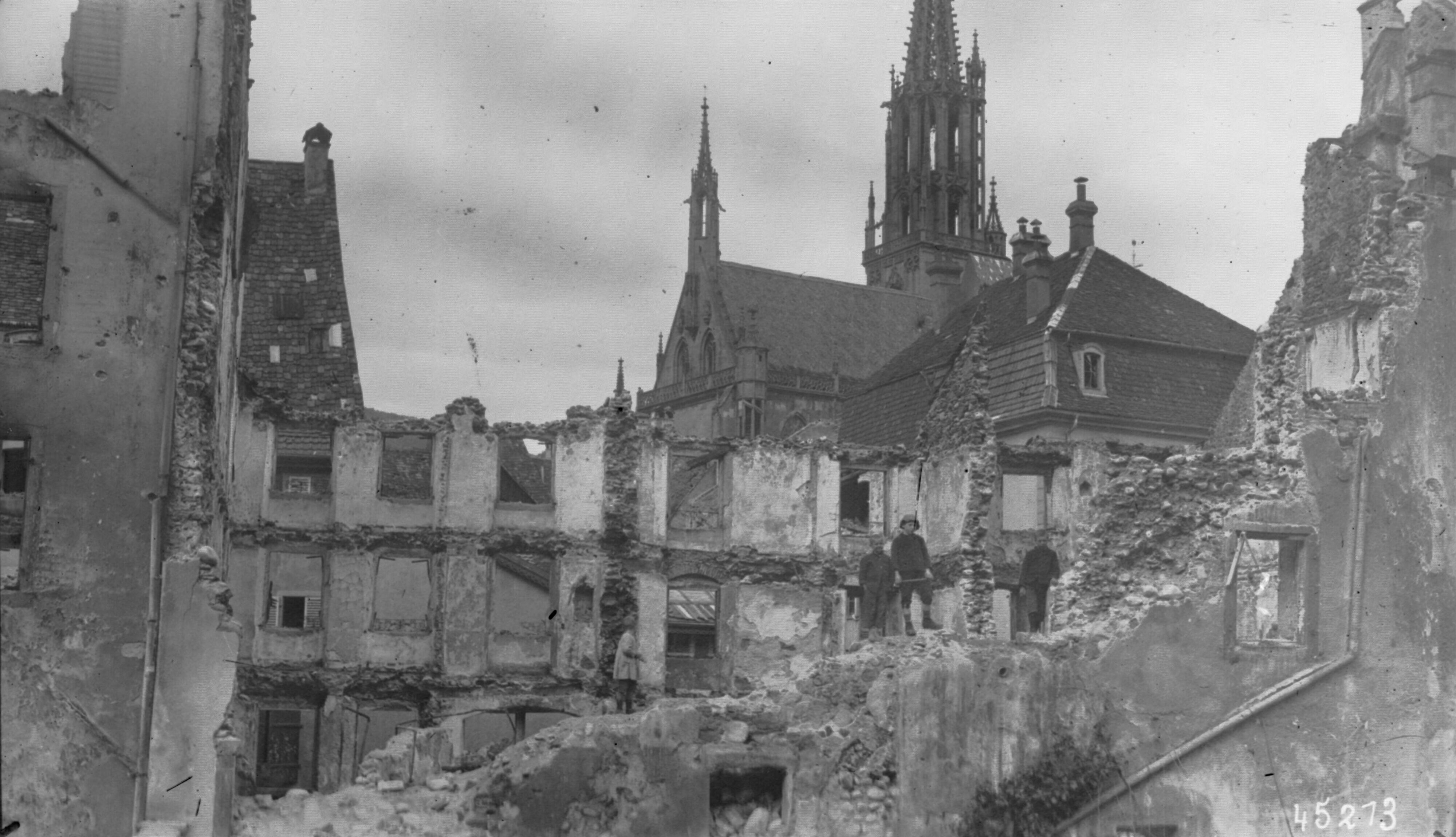
После бомбардировки (1915)

Во время Первой мировой войны Франция в 1914 году отвоевала Тан.
Во время Второй мировой войны город на период 1940—1945 годов вновь отошёл в состав Германии, однако в 1945 был окончательно возвращён Франции.
В настоящее время титул графа Тана и Роземона (Comte de Thann et de Rosemont) носит глава правящего дома княжества Монако (ныне это Альбер II).

## Географическое положение

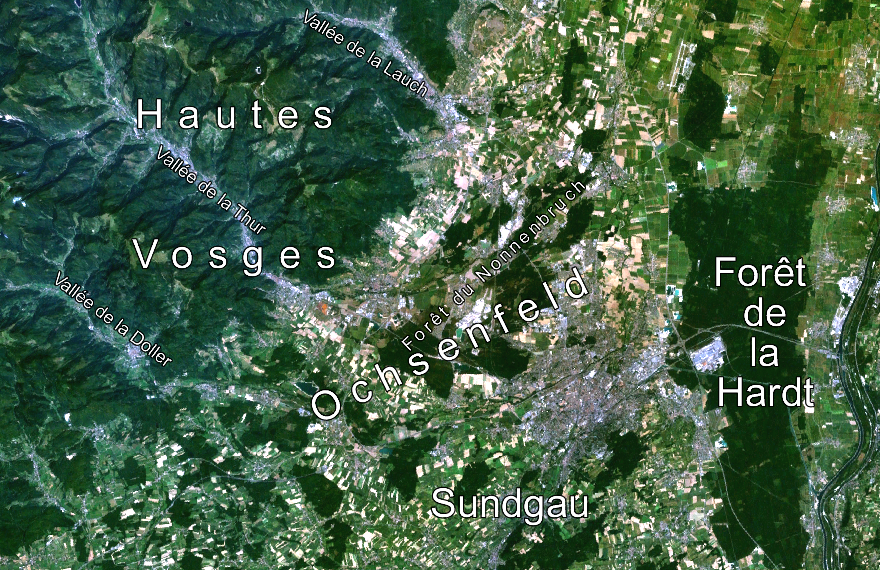
Вид из космоса (NASA)

Город Тан расположен на востоке Франции, на территории департамента Верхний Рейн в регионе Эльзас — Шампань — Арденны — Лотарингия и лежит на берегу реки Тур, в предгорье Вогезов и в 15 километрах к северо-западу от Мюлуза. Административный центр округа (супрефектуры).
Площадь коммуны — 12,51 км², население — 7981 человек (2006) с тенденцией к стабилизации: 7931 человек (2012), плотность населения — 634,0 чел/км².

## Население
Численность населения коммуны в 2011 году составляла 7930 человек, а в 2012 году — 7931 человек.
| 1962 | 1968 | 1975 | 1982 | 1990 | 1999 | 2006 | 2008 | 2011 | 2012 |
| ---- | ---- | ---- | ---- | ---- | ---- | ---- | ---- | ---- | ---- |
| 7736 | 8318 | 8519 | 7788 | 7751 | 8033 | 7981 | 7964 | 7930 | 7931 |

Динамика населения:

## Экономика
Тан является центром одного из известнейших винодельческих регионов Эльзаса. Тем не менее, в настоящее время одной из важнейших статей доходов городского хозяйства является туристический бизнес.
В 2010 году из 5088 человек трудоспособного возраста (от 15 до 64 лет) 3767 были экономически активными, 1321 — неактивными (показатель активности 74,0 %, в 1999 году — 71,9 %). Из 3767 активных трудоспособных жителей работали 3347 человек (1767 мужчин и 1580 женщин), 420 числились безработными (212 мужчин и 208 женщин). Среди 1321 трудоспособных неактивных граждан 386 были учениками либо студентами, 411 — пенсионерами, а ещё 524 — были неактивны в силу других причин.
На протяжении 2011 года в коммуне числилось 3537 облагаемых налогом домохозяйств, в которых проживало 7807,5 человек. При этом медиана доходов составила 18559 евро на одного налогоплательщика.

## Достопримечательности (фотогалерея)

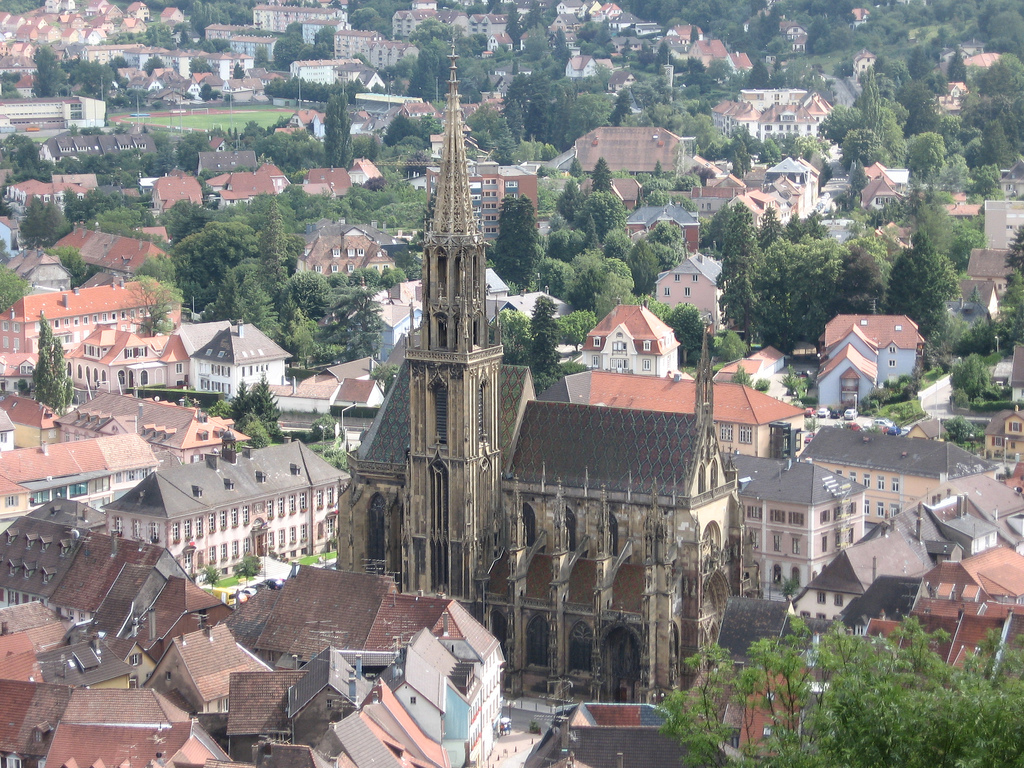
Вид на коммуну и собор
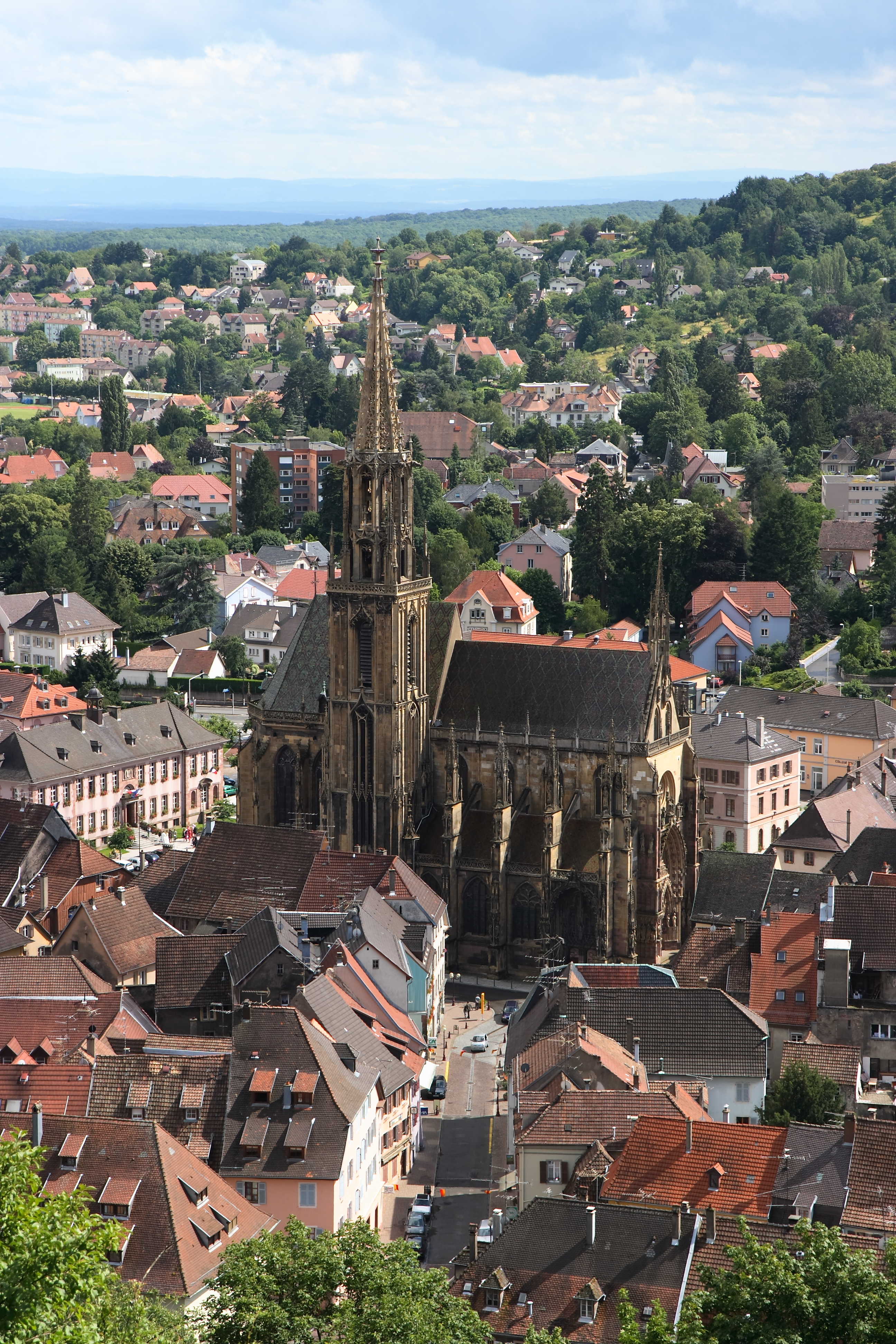
Центр города

## Города-партнёры
- Губбио, Италия
- Тоннейн, Франция
- Зигмаринген, Германия